# McClelland (Iowa)
McClelland é uma cidade localizada no estado americano de Iowa, no Condado de Pottawattamie.

## Demografia
Segundo o censo americano de 2000, a sua população era de 129 habitantes.
Em 2006, foi estimada uma população de 125, um decréscimo de 4 (-3.1%).

## Geografia
De acordo com o United States Census Bureau tem uma área de
0,4 km², dos quais 0,4 km² cobertos por terra e 0,0 km² cobertos por água. McClelland localiza-se a aproximadamente 342 m acima do nível do mar.

## Localidades na vizinhança
O diagrama seguinte representa as localidades num raio de 20 km ao redor de McClelland.